# Marcel Schäfer
Marcel Schäfer (* 7. června 1984, Aschaffenburg, Západní Německo) je německý fotbalový obránce a bývalý reprezentant, v současnosti působí v klubu VfL Wolfsburg.

## Klubová kariéra
Schäfer debutoval v profesionálním fotbale v dresu TSV 1860 München. V červenci 2007 přestoupil do VfL Wolfsburg.

## Reprezentační kariéra
V A-mužstvu Německa debutoval 19. 11. 2008 v přátelském zápase v Berlíně proti týmu Anglie (porážka 1:2).